# Hickory Creek
La ville de Hickory Creek est située dans le comté de Denton, dans l’État du Texas, aux États-Unis. Sa population s’élevait à 3 247 habitants lors du recensement de 2010, estimée à 4 222 habitants en 2016.

## Source
- (en) Cet article est partiellement ou en totalité issu de l’article de Wikipédia en anglais intitulé « Hickory Creek, Texas » (voir la liste des auteurs).